# Helma Sanders-Brahms
Helma Sanders-Brahms (Emden, 20 novembre 1940 – Berlino, 27 maggio 2014) è stata una regista, sceneggiatrice e produttrice cinematografica tedesca.

## Filmografia parziale

### Regista, sceneggiatrice e produttrice
- Sotto il selciato c'è la spiaggia (Unter dem Pflaster ist der Strand) (1975)
- Germania pallida madre (Deutschland bleiche Mutter) (1980)
- Die Berührte (1981)
- Flügel und Fesseln (1984)
- Mein Herz - Niemandem! (1997)
- Geliebte Clara (2008)

### Regista e sceneggiatrice
- Le nozze di Shirin (Shirins Hochzeit) (1976) - film TV
- Heinrich (1977)
- Laputa (1986)
- Essere donne (Felix) (1988) - segmento Er am Ende
- Apfelbäume (1992)
- So wie ein Wunder - Das singende Kino des Herrn Heymann (2012) - film TV

### Solo regista
- Lumière and Company (Lumière et compagnie) (1995) - collaborativo